# Сегежа
Сегежа (рус. Сегежа) град је у Русији у Карелији.

## Становништво
| 1959.  | 1970.  | 1979.  | 1989.  | 2002.  | 2010.  |
| ------ | ------ | ------ | ------ | ------ | ------ |
| 19.708 | 28.810 | 36.420 | 38.207 | 34.214 | 29.631 |